# Medalla Distinguida de Inteligencia

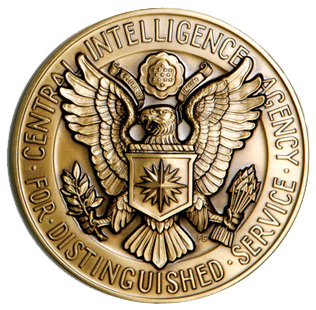
Medalla de Inteligencia Distinguida de la CIA.

La Medalla Distinguida de Inteligencia (del inglés Distinguished Intelligence Medal) es otorgada por la Agencia Central de Inteligencia (CIA) por la realización de servicios destacables o por la proeza en un distinguido carácter excepcional de un deber o responsabilidad, cuyos resultados constituyen una importante contribución a la misión de la Agencia. 
Las condecoraciones otorgadas por la CIA son llamadas por el sobrenombre de "jock strap medals", ya que la mayor parte de ellas son concedidas en secreto a oficiales de inteligencia del Servicio Nacional Clandestino y no pueden mostrarse ni reconocerse dicho mérito públicamente, debido a que la mayor parte de las operaciones que llevan a cabo son encubiertas.